# Dekabristy
Dekabristy (russisk: Декабристы) er en sovjetisk stumfilm fra 1926 af Aleksandr Ivanovskij.

## Medvirkende
- Vladimir Maksimov som Aleksandr I
- Jevgenij Boronikhin som Nikolaj I
- Varvara Annenkova som Polina Gebl-Annenkova
- Boris Tamarin som Ivan Aleksandrovitj Annenkov
- Tamara Godlevskaja som Jekaterina Ivanovna Trubetskaja